# Fait
 (janvier 2023).
Améliorez-le ou discutez des points à vérifier. 
Pour les articles homonymes, voir Fait (homonymie).

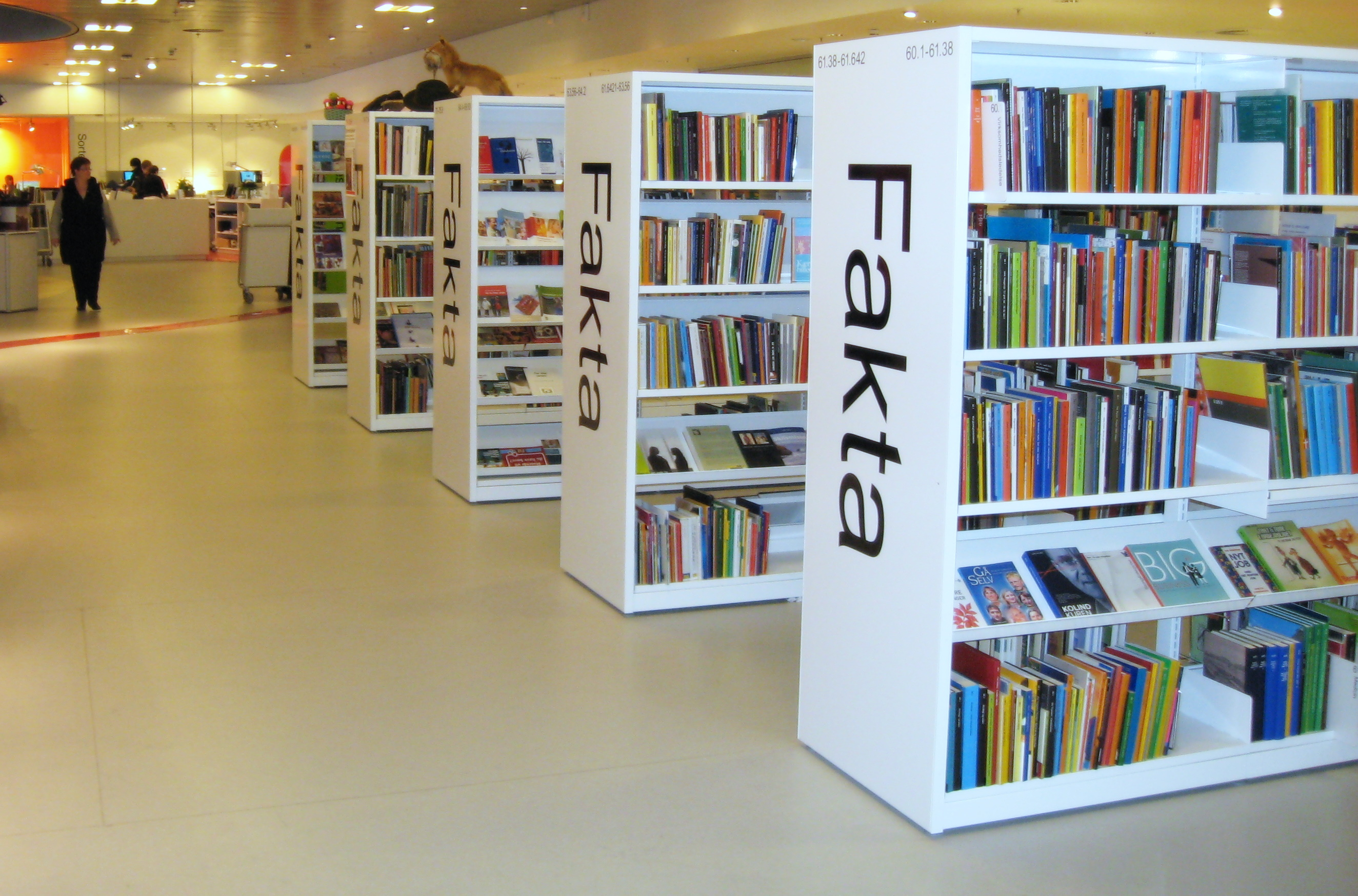
Ouvrages documentaires (ou essais, par opposition aux œuvres de fiction), dans une bibliothèque danoise ; les étagères affichent le mot « Fakta », qui signifie « Faits » en danois.

Un fait est un événement advenu ou advenant dans l'histoire d'un individu ou d'un groupe. Il est caractérisé par son extériorité, par opposition à une idée qui, elle, relève de l'intériorité. 
Un fait peut être naturel (exemples : une rivière qui coule, la naissance d'un enfant…) ou artificiel ; et dans ce cas, il peut être matériel (exemple : la création d'une machine) ou immatériel et composé lui-même de plusieurs faits (exemple : l'organisation du travail dans une entreprise). Dans ce deuxième cas, il est alors convenu de parler de fait social.
- Il est commun de donner une signification à un fait simple (exemples : la rivière ne coule plus, donc nous sommes en phase de sécheresse ; le feu passe au rouge, donc je dois m'arrêter). L'interprétation du fait reste alors dénotative et l'analyse que l'on en fait obtient sans difficulté l'accord d'autrui (consensus).

- Les choses se compliquent lorsque l'on cherche à interpréter plus profondément un fait simple (exemple : quel enseignement tirer de la mort d'un enfant ?). Le sens d'un fait devient alors métaphysique ; de même, l'interprétation d'un fait social est source de débat (dissensus) et peut prêter à controverse.

La philosophie et les sciences sociales s'efforcent d'interpréter les faits en les articulant à un certain nombre d'idées (dialectique) et/ou d'autres faits (corrélation).

## Approches auxXVIIe–XIXesiècles
Le développement du capitalisme en Europe puis aux États-Unis a sensiblement modifié le rapport aux faits comme l'atteste le phénomène de la spéculation : certains acteurs économiques ne se positionnent pas par rapport aux faits existants mais par rapport à des faits susceptibles d'advenir (anticipation). 
À l'inverse, l'historien allemand Leopold von Ranke (Geschichte der romanischen und germanischen Völker, 1824) prétend atteindre l'objectivité maximale en « collant » aux faits, c'est-à-dire, pour reprendre sa propre expression, en présentant « ce qui s'est réellement passé » (« wie es eigentlich gewesen ») sans juger ces faits et en s’interdisant d’en tirer des enseignements pour un futur hypothétique.

## Approche auXXesiècle
Depuis les travaux de Max Weber et son concept de neutralité axiologique, formulé au début du siècle, il est admis qu'il est impossible d'interpréter un fait de façon totalement objective.

Au lendemain de la Seconde Guerre mondiale, avec l'avènement des Médias de masse, certains observateurs font remarquer que les faits (même les plus insiginifiants d'un point de vue éthique : les « faits divers ») font davantage objets de débat que les idées. Ainsi, en 1948, Jacques Ellul écrit : 

« Sans aucun doute, le motif le plus puissant qui pèse sur nous comme un interdit, le motif qui nous empêche de remettre en question les structures de cette civilisation et de nous lancer dans la voie de la révolution nécessaire, c'est le respect du fait. (…) Actuellement, le fait constitue la raison dernière, le critère de vérité. Il n'y a pas de jugement à porter sur lui, estime t-on, il n'y a qu'à s'incliner. Et dès lors que la technique, l'État ou la production sont des faits, il convient de s'en accommoder. Nous avons là le nœud de la véritable religion moderne : la religion du fait. »

## Approche auXXIesiècle
Au début du XXIe siècle, alors que les faits de toutes sortes sont commentés par un nombre sans cesse croissant de personnes sur les réseaux sociaux, certains d'entre eux (notamment de nature politique) le sont sous l'effet de l'humeur ou de l'opinion, sans que leur analyse réponde à la rigueur intellectuelle qui était celle des philosophes, des chercheurs en sciences sociales et des journalistes.
Les « faits » présentés alors n'en sont pas, ce sont de pures constructions mentales, élaborées à des fins idéologiques et tactiques.
On parle dans ce cas de faits alternatifs ou de fake news. La multiplication des fakes est telle que certains commentateurs estiment que la vérification des faits devient si problématique que l'humanité est entrée dans une nouvelle ère : l'ère post-vérité.